# Joël Bats
Joël Bats (Mont-de-Marsan, 4 gennaio 1957) è un ex calciatore e allenatore di calcio francese, di ruolo portiere.

## Carriera
Ha militato nel Sochaux, nell'Auxerre e nel PSG: con il club parigino fu campione di Francia nel 1986.
Con la nazionale vinse il campionato d'Europa 1984 subendo quattro reti in cinque gare. Al campionato del mondo 1986, nei quarti di finale contro il Brasile, parò i rigori di Zico e Sócrates: in semifinale, compì invece un errore che permise al tedesco Andreas Brehme di realizzare il primo gol della Germania Ovest (poi vincitrice per 2-0). Nella finale di consolazione contro il Belgio venne sostituito da Albert Rust.

## Palmarès

### Club
- Campionato francese: 1

Paris Saint-Germain: 1985-1986

### Nazionale
- Campionato d'Europa: 1

Francia 1984